# Baccaurea brevipes
Baccaurea brevipes är en emblikaväxtart som beskrevs av Joseph Dalton Hooker. Baccaurea brevipes ingår i släktet Baccaurea och familjen emblikaväxter. Inga underarter finns listade i Catalogue of Life.